# 冰岛议会
64°08′48″N 21°56′25″W / 64.14667°N 21.94028°W
全體议会 (冰島語發音：[ˈalˌθiɲcɪ]，音译为阿尔庭, 英語中又譯為 Althing 或 Althingi）是冰島的國會，被廣泛認為是世界上現存最古老的議會
，創立於公元930年，最初設於在辛格韦德利的法律石创立，距今雷克雅未克約45公里。
最初，全體议会是冰島各地酋長和定居者的集會。自1262年冰島與挪威聯合後，議會喪失了立法權，隨後轉由丹麥王室掌控。議會於1800年停止運作，至1844年由丹麥國王下令恢復，並遷至雷克雅未克。1944年，冰岛成為共和國后，成为该国的最高立法机构，原采取兩院制。自1991年起，議會改為一院制，現由63名議員組成，每四年舉行一次選舉，採用开放式政党名单比例代表制選出
。
全體議會現時的會址為建於1881年的冰島議會大廈，以冰島本地石材建造而成。截至2025年2月，現任議長為托倫·斯韋因比亞娜多蒂爾。
根據冰島憲法，全國劃分為六個選區（最多可增至七個），每個選區至少有六個席位。凡全國得票率超過5%的政黨，將根據其得票比例分配席位，以確保議席分配大致反映民意。如果某一選區每位議員代表的選民人數少於其他選區的一半，則由冰島全國選舉委員會調整席次分配，以減少差距。